# Marta Madejska
Marta Madejska (ur. 1987 w Warszawie) – polska pisarka, redaktorka, archiwistka społeczna, kwerendzistka, autorka książek i artykułów związanych z tematem historii mówionej i historii społecznej Polski.
Za książkę Aleja Włókniarek opowiadającą o historii robotnic przemysłu włókienniczego w Łodzi otrzymała literacką nagrodę Złoty Exlibris za rok 2018 oraz była nominowana do Nagrody Literackiej i Historycznej Identitas (2022). Stypendystka Wyszehradzkich Rezydencji Literackich na rok 2020, Stypendium Artystycznego Prezydenta Miasta Łodzi oraz rezydencji artystycznej Centrum Kultury Zamek w Poznaniu w roku 2021.

## Życiorys zawodowy
Ukończyła I Liceum Ogólnokształcące w Bytowie, następnie studia licencjackie i magisterskie na Uniwersytecie Łódzkim na kierunku kulturoznawstwo. Od 2010 roku jest członkinią Łódzkiego Stowarzyszenia Inicjatyw Miejskich Topografie, w którym zajmuje się projektami dotyczącymi archiwistyki społecznej i historii mówionej oraz współtworzeniem Cyfrowego Archiwum Łodzian Miastograf.pl. W latach 2011–2013 zaangażowana była we współorganizowanie Regionalnego Kongresu Kultury w Łodzi oraz Kongresu Ruchów Miejskich. W latach 2011–2013 wraz z amerykańską artystką Robin Levy współtworzyła Memory Project poświęcony pamięci w Łodzi (Galeria Wschodnia) i Nowym Orleanie (Antenna Gallery). Trzecia część projektu odbyła się w 2022 roku w Izraelu (Bardavid Museum), ale Madejska uczestniczyła w niej tylko pośrednio, tworząc wraz Vojislavem Radojičićiem pracę dźwiękową Nusia at the Crossroads podsumowującą dwa wcześniejsze etapy projektu. 
W 2014 roku pracowała jako felietonistka w "Dzienniku Łódzkim", w latach 2017-2019 pełniła funkcję zastępczyni redaktorki naczelnej Łódzkiej Gazety Społecznej „Miasto Ł”. Była nominowana do nagrody Stowarzyszenia Gazet Lokalnych Lokal Press 2016 w kategorii "wywiad i inne gatunki publicystyczne". W latach 2017–2020 pracowała jako asystentka muzealna i kuratorka programu publicznego w Centrum Muzeologicznym Muzeum Sztuki w Łodzi. Z tą instytucją związana była również wcześniejszymi i późniejszymi projektami. Na potrzeby monografii Muzeum Sztuki badała historię oświaty muzealnej w latach PRL; prowadziła projekt zbierania historii mówionych Opowiedzieć muzeum, którego efektem jest wydana w 2022 roku książka Proszę mówić dalej. Historia społeczna Muzeum Sztuki w Łodzi (wyd. Muzeum Sztuki w Łodzi), do której tworzenia zostały zaproszone polskie pisarki i pisarz: Patrycja Dołowy, Olga Drenda, Olga Gitkiewicz i Marcin Wicha. 
W 2019 roku powstała adaptacja sceniczna jej książki Aleja Włókniarek w reżyserii Tomasza Mana, który jest również autorem wykorzystanej w spektaklu muzyki. Premiera odbyła się w ramach Festiwalu Dotknij Teatru w Łodzi, a spektakl wszedł do stałego repertuaru Teatru Arlekin w Łodzi przeznaczonego dla widzów powyżej 16 roku życia. Druga adaptacja Alei Włókniarek na spektakl pt. Tkaczki / Die Spinnerinnen stworzona została przez aktorkę i reżyserkę Agnieszkę Salamon i została zaprezentowana trzykrotnie w Wiedniu we wrześniu 2019 roku w ramach festiwalu Wienwoche: „Bitches&Witches”.

## Wybrane publikacje

### Książki
- Proszę mówić dalej. Historia społeczna Muzeum Sztuki w Łodzi, wyd. Muzeum Sztuki w Łodzi, Łódź 2022, wraz z Patrycją Dołowy, Olgą Drendą, Olgą Gitkiewicz i Marcinem Wichą, red. Marta Madejska, Agnieszka Pindera, Natalia Słaboń
- Wielki przemysł, wielka cisza: Łódzkie zakłady przemysłowe 1945–2000, Wydawnictwo Uniwersytetu Łódzkiego i Stowarzyszenie Topografie, Łódź 2020 (wydanie drugie, poprawione w roku 2022), wraz z Agatą Zysiak, Marcinem Szymańskim, Joanną Kocembą-Żebrowską, Wiesławą Różycką-Stasiak, Eweliną Kurkowską, Michałem Grudą[25]
- Aleja Włókniarek, Wydawnictwo Czarne, Wołowiec 2018 (wydanie drugie, poprawione w roku 2019)[26]

### Artykuły i rozdziały
- Troska, trwanie i słuchanie. Refleksje na marginesie dwunastu lat przygody z archiwistyką społeczną w Łodzi, w: Podręcznik dla archiwistów społecznych, red. Małgorzata Pankowska-Dowgiało, Centrum Archiwistyki Społecznej, Warszawa 2023[27]
- Fantomowe ciało klasy ludowej, "Dwutygodnik" nr 362, 06/2023[28]
- Maria Przedborska. Poetka z inspekcji pracy, „Herito” nr 19/2019[29]
- Symfonia z resztek „Widok”, nr 20/2018[30]
- „Rozhisteryzowane dewotki” pokonały Gierka, „Wysokie Obcasy”, nr 6 (865)/2015[31]
- "Szesnaście minut wolnego czasu". Wybrane działania oświatowe Muzeum Sztuki w Łodzi w okresie PRL, w: Muzeum Sztuki w Łodzi. Monografia, Muzeum Sztuki w Łodzi, Łódź 2014
- Adolf/Eddi Rosner, Walentyn Parnak, Oleg Lundstrem. O nomadyzmie wschodnioeuropejskiego jazzu, w: Migracje modernizmu, red. Tomasz Majewski, Agnieszka Rejniak-Majewska, Wiktor Marzec, Wydawnictwo Officyna, Łódź 2014
- Łódź – studium przypadku, w: Miasto na żądanie ─ aktywizm, polityki miejskie, doświadczenia, publikacja zbiorowa, red. Ł. Bukowiecki, M. Obarska, X. Stańczyk, Uniwersytet Warszawski, Warszawa 2014
- Odkrywanie, odczytywanie i organizowanie miasta, czyli łódzki eksperyment ekologiczny / Exploring, Reading and Organising the City, or An Ecological Experiment in Łódź, w: Sztuka i przestrzeń publiczna / Art and Public Space; publikacja zbiorowa, red. J. Dominiczak, K. Wielebska, A. Szynwelska, Centrum Sztuki Współczesnej Łaźnia, Gdańsk 2012

### Rozmowy
- Emocjonalne Standardy, "Dwutygodnik" nr 370, 10/2023, wraz z Magdaleną Szcześniak[32]